# Чеченизация
Чеченизация — термин, распространённый СМИ, обозначающий политику Администрации президента и Правительства РФ в отношении Чеченской Республики, заключающуюся в том, что чеченцы, представляющие российскую власть, наводят конституционный порядок и следят за его соблюдением на подведомственной им территории и пространстве.
Аналог названия вьетнамизация — политики администрации Никсона в отношении войны во Вьетнаме, сформулированной им в 1969 году.
Термин имеет также второе значение — «чеченизация России» — когда методы, используемые (но нарушающие конвенции о войне) только в зоне военных действий, переносятся на всю территорию страны — «зачистки», исчезновения людей, убийства политических противников на улицах, не прибегая к аресту и суду, и разного рода «спецоперации» (например по изъятию собственности, дезинформации населения и т. п.).
Термин имеет также третье значение — «чеченизация российской армии».

## История
Термин возник в ходе Второй Чеченской войны, когда правительством РФ было принято решение о завершении активной фазы боевых действий и вывода с территории ЧР регулярных частей ВС РФ.

### Чеченизация на практике
Чеченизация стала ответом на поиски администрацией Путина новой концепции российской политики в отношении Чеченской войны. Путин победил на президентских выборах 2000 года под лозунгом «восстановления мира и конституционного порядка» в Чечне. К этому моменту уже вторая по счёту война в Чечне за последние 10 лет была крайне непопулярна в российском обществе; для сдерживания общественного недовольства Путину требовалось прежде всего уменьшить людские потери вооружённых сил РФ в Чечне.
Чеченизация предусматривала количественное (создание новых подразделений, дополнительные поставки военной техники) и качественное (улучшение подготовки солдат, перевооружение современным оружием и техникой) развитие 58 армии, создание и комплектование гомогенных чеченских мобильных отрядов под руководством ГРУ и ФСБ. Одновременно было объявлено о начале постепенного вывода российских войск из республики, рассчитанного на несколько лет. Согласно этой политике, РФ гарантировала своим союзникам в Чечне значительную экономическую и военную помощь в случае необходимости отражения агрессии со стороны сил сепаратистов.

## Результаты
В целом «чеченизация» имеет определённый положительный результат: в Чечне впервые за 20 лет войны установился мир, произошла стабилизация региона, прошли выборы президента республики, была принята конституция, созданы гомогенные чеченские батальоны «Восток», «Запад», «Юг» и «Север», свой собственный ОМОН и МВД.